# Brión
Brión – gmina w Hiszpanii, w prowincji A Coruña, w Galicji, o powierzchni 74,9 km². W 2011 roku gmina liczyła 7369 mieszkańców.